# Mortes em 2009
Esta é uma relação de pessoas notáveis que morreram durante o ano de 2009.